# فلم سبونج بوب سكوير بانتس
سبونج بوب سكوير بانتس وتاج الملك هو فيلم أمريكي تم اصداره في عام 2004 على أساس شعبية مسلسل الرسوم المتحرك سبونج بوب سكوير بانتس الكبيرة وتم إنتاجه من قبل شركة بارامونت وأفلام نيكولودين تلقى الفيلم اعجاب النقاد خاصة الموسيقى التصويرية وتم إنتاج لعبة فيديو مستوحات من الفيلم وقد نجح الفيلم جماهريا وماليا وحصد 140 مليون دولار في شبابيك السينيما عالميا

## القصة
يبدأ الفيلم بطاقم قراصنة ينتظرون بفارغ الصبر كنز ما مع قيادة الكابتن بنتي وكان الكنز الثمين هو بطاقات تذاكر لفيلم سبونج بوب سكوير بانتس وبعدها سبونج بوب يحلم ان يصبح مدير مطعم مقرمشات سلطع وفي تلك اللحظات يكون مطعم سلطع برغر في خطر من قبل زبون يدعى فيل لم يجد في البرغر جبن، لكن سبونج بوب يأتي بسيارة ليموزين ويضع الجبن للزبون وينقذ مطعم سلطع برغر، وبعدها يتضح أنه يحلم وينهض من الفراش سعيدا وهو يكرر كلمة «أنا مستعد للترقية» على أمل أن يعطيه مستر سلطع صلاحيات مدير مقرمشات سلطع في حفل افتتاح مطعم جديد هو مقرمشات سلطع برغر 2، لكن يرفض طلبه من قبل مستر سلطع لأنه طفل وغير ناضج ويعطي هذه الصلاحيات لشفيق لأنه كبير وناضج.

سبونج بوب وصديقه بسيط يؤكلون المثلجات المفضلة لديهم في مطعم غوفي غوفر

أدى الاكتئاب الحاد الذي أصاب سبونج بوب بسبب رفض طلبه للحصول على صلاحيات المدير إلى ذهابه إلى مطعمه المفضل وهو مطعم غوفي غوبر حيث يأكل المثلاجات المفضلة لديه مع صديقه بسيط نجم ويستيقظ في الصباح وهو سكير، في تلك الأثناء يريد شمشون أن يبتكر مؤامرة لسرقة الوصفة السرية لسلطع برغر من مستر سلطع وهذه الخطة إسمها «الخطة Z»، ويقوم شمشون بسرقة تاج الملك نيبتون الذي لا يستطيع أن يعيش من دون تاجه بسبب رأسه الأصلع ويتصل شمشون بالملك نيبتون لإخباره أن مستر سلطع هو من قام بسرقة التاج. وعلى أثر ذلك يتجه الملك إلى مستر سلطع لإعدامه وقد تلقى مستر سلطع مكالمة من شمشون مفادها أن التاج في مدينة شل الخطيرة وشكر شمشون مستر سلطع على بيعه التاج وهو لم يفعل في الأصل وقد سمع المكالمة الملك نيبتون وغضب وأراد إعدامه لكن سبونج بوب يصل في الوقت المحدد ويطلب من الملك نيبتون أن يعطيه 10 أيام لإعادة التاج له من مدينة شل المليئة بالوحش الكبير شريطة ان لا يقتل مستر سلطع لكن الملك نيبتون يعطيه مدة 6 أيام فقط
يذهب سبونج بوب مع صديقه بسيط بسيارة تشبه البرغر لكن السيارة تفتك منهم ويكملان المسيرة سيرا على الاقدام ويرسل شمشون مجرم يدعى دينس لتتبع سبونج بوب وقتله.
في طريقهم لمدينة شل يواجه سبونج بوب وبسيط عددا من العقبات والمشاكل، ولكن حماقتهم تساعدهم في بعض الأحيان للخروج من المشاكل ومع تقدمهم وجدوا خندقا مليئا بالوحوش وقد اعترف سبونج بوب بفشله في عبور الخندق هو وبسيط وواصفا نفسيهما بالأطفال لكن بنت الملك نيبتون تضع لهما شاربين ووصفت لهم انهم أصبحوا رجال ويجب عليهم ان يعبيروا الخندق وفعلا عبروا الخندق وقد سعادتهم الوحوش لعبور الخندق لانهم أصبحوا رجال ومع تقدمهم وجدوا دينس المجرم محاولا قتلهما لكن داس عليه إنسان وقام الأخير باخذ سبونج بوب وبسيط لمدينة شل وهي عبارة عن بيت يقوم فيه الإنسان بتجفيف الحيونات البحرية وابقائها كأثار واراد أيضا ان يجفف سبونج بوب وبسيط لكن

سبونج بوب وصديقه بسيط يهربون من العملاق الوحشي الذي هو عبارة عن إنسان غطاس يقوم بصيد الأسماك وحيونات البحرية

دموعهم سقطت على محول كهربائي لترسل غيمة من الدخان لنضام الرش في حلات الطوارى ومع هبوط الماء رجع سبونج بوب وبسيط إلى سابق عهدهما ومعهم الحيوانات المجففة الأخرى وقامت بالهجوم على الإنسان وأخذ سبونج بوب وصديقه التاج وهموا للرجوع إلى البحر لاعادة التاج إلى الملك نيبتون لكن كان الوقت متأخر فجائهم رجل اسمه ديفيد هاسلهوف وقام بالإبحار كالقارب لكن دينيس المجرم عاد من جديد لكي يقضي عليهم لكنه اصتدم في طوف بحري ومع وصولهم إلى بكيني بوتم لم يجدوا الوقت المحدد لذا قام ديفيد هاسلهوف بوضعه على صدره وارسالهم إلى مطعم مستر سلطع ووصلوا في الوقت المحدد ووجدوا الملك نيبتون يباشر عمله في اعدام مستر سلطع لكن سبونج بوب وصف له كم كانوا ابطال وشجعان لعادة التاج وهم أطفال في ستة أيام لكن شمشون لم يرد هذا ووضع دلوا يتحكم في الأشخاص ليصبيحوا عبيدا له وبداؤا في مهاجمة سبونج بوب لكن سبونج بوب بدأ يغني أغنية انا غوفي غوفر أنت غوفي غوفر وهو يعزف على الإيتار ويحرر في العبيد ومنهم الملك نيبتون ومع هروب شمشون من المكان تم دهسه من قبل المواطينين وقبض عليه وألقي في السجن.
وفي الآخر تم إعطاء سبونج بوب صلاحيات مدير مطعم مقرمشات سلطع برغر 2 لشاجعته لإعادة التاج المسروق وتم أيضا فك وثاق مستر سلطع الذي جمده نيبتون.
وفي مشهد أخر القراصنة الذين شاهدوا الفيلم قامة المنظفة بإخراج الكابتن بينتي وقراصنته بسبب ان الفيلم انتهى.

## مكاسب مالية واستقبال الجمهور
حقق فيلم سبونج بوب شعبية كبيرة حيث حقق الفيلم مكاسب مالية تقدر ب 140 مليون دولار في أنحاء العالم وقد لاق استحسان وكانت مزانية صنع الفيلم 30 مليون دولار  وكان الاستحسان جيدا من قبل المشجعين في موقع الطماطم الفاسدة واعطيا شارة الطماطم الطازجة 

## التنمية
وفي 28 فبراير 2012 تم الإعلان عن فلم الثاني وتتمة لهذا الفيلم هو حاليا في التنمية، وعرض الفيلم في السادس فبراير 2015, اسم الفيلم هوthe spongebob movie :sponge out of water

## وصلات خارجية
- مقالات تستعمل روابط فنية بلا صلة مع ويكي بيانات

موقع الفيلم